# Thamnophilus aethiops
El batará hombroblanco (Thamnophilus aethiops), también denominado batará gris (en Colombia), batará caponiblanco (en Ecuador), batará de hombro blanco (en Perú), choca lomiblanca (en Venezuela) o choca de lomo blanco, es una especie de ave paseriforme de la familia Thamnophilidae perteneciente al numeroso género Thamnophilus. Es nativo de América del Sur.

## Distribución y hábitat
Se distribuye principalmente en la cuenca del Amazonas de Brasil, Venezuela, Colombia, Perú y Bolivia, con poblaciones disjuntas en las estribaciones montañosas del este Ecuador y norte de Perú, y del litoral noreste de Brasil.
Esta especie es considerada poco común y de alguna forma local en sus hábitats naturales: el sotobosque de selvas húmedas de terra firme y de estribaciones montañosas, principalmente abajo de los 1300 m de altitud, algo más alto en la pendiente oriental de los Andes.

## Sistemática

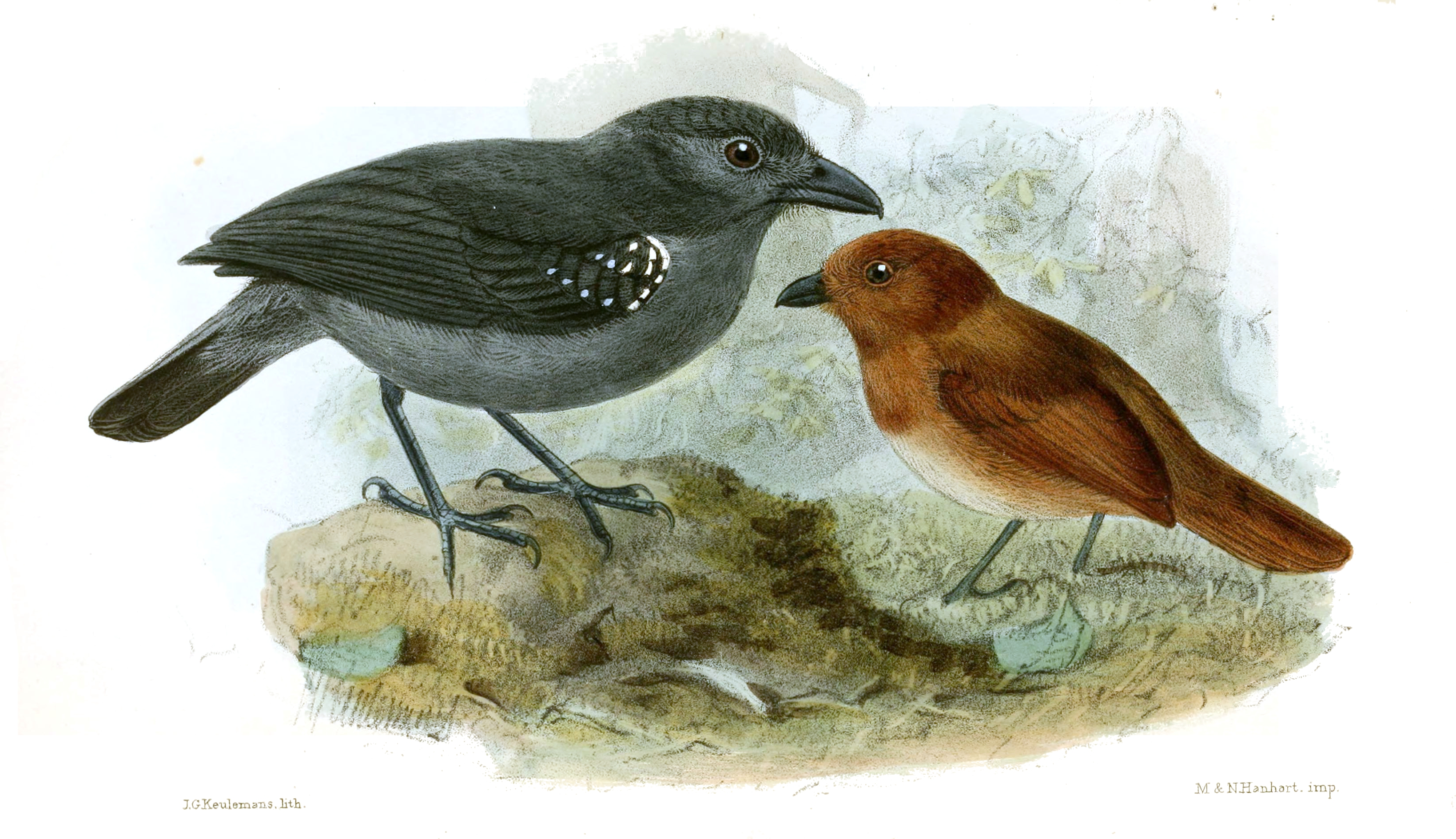
Thamnophilus aethiops incertus, macho y hembra, ilustración de Smit, para The Ibis, Serie 3, Volumen 3, 1873.

### Descripción original
La especie T. aethiops fue descrita por primera vez por el zoólogo británico Philip Lutley Sclater en 1858 bajo el mismo nombre científico; la localidad tipo es «Río Napo, Napo, Ecuador».

### Etimología
El nombre genérico «Thamnophilus» se compone de las palabras del griego «thamnos» que significa ‘arbusto’ y «philos» que significa ‘amante’; y el nombre de la especie «aethiops» proviene del griego «aithiops» y significa ‘etíope’, ‘negro’, ‘ennegrecido’.

### Taxonomía
Está hermanada con Thamnophilus aroyae, estas dos especies, junto a T. unicolor y T. caerulescens, forman un clado bien fundamentado. Un cierto número de subespecies diagnosticables, separadas geográficamente por los ríos amazónicos, pueden ser especies plenas. Son necesarias análisis moleculares y otras análisis, incluyendo de las vocalizaciones, así como investigaciones de posibles cruzamientos en las cabeceras de los ríos. Las subespecies juruanus y kapouni parecen intergradar.

### Subespecies
Según las clasificaciones del Congreso Ornitológico Internacional (IOC) y Clements Checklist, se reconocen diez subespecies, con su correspondiente distribución geográfica:
- Thamnophilus aethiops wetmorei Meyer de Schauensee, 1945 – regiones de estribaciones montañosas del sureste de Colombia (oeste de Meta hacia el sur hasta el este de Cauca y oeste de Putumayo).
- Thamnophilus aethiops aethiops P. L. Sclater, 1858 – estribaciones montañosas del este de Ecuador y norte de Perú (al norte del río Marañón).
- Thamnophilus aethiops polionotus Pelzeln, 1868 – sur de Venezuela (estado de Amazonas, sureste de Bolívar), extremo este de Colombia (este de Guainía, este de Vaupés), y noroeste de Brasil (norte de Roraima, y en la alta cuenca del río Negro y en la margen oeste del bajo río Negro hacia el sur hasta el río Solimões).
- Thamnophilus aethiops kapouni Seilern, 1913 – este de Perú (al sur de los ríos Marañón y Amazonas), extremo oeste de Brasil (suroeste del estado de Amazonas hacia el este hasta el río Juruá) y norte de Bolivia (Pando hacia el sur hasta La Paz y Cochabamba).
- Thamnophilus aethiops juruanus H. von Ihering, 1905 – suroeste de la Amazonia brasileña entre los ríos Juruá y Purus.
- Thamnophilus aethiops injunctus J.T. Zimmer, 1933 – Amazonia brasileña entre los ríos Purús y Madeira.
- Thamnophilus aethiops punctuliger Pelzeln, 1868 – Amazonia brasileña entre los ríos Madeira y Tapajós (hacia el sur hasta Rondônia y  noroeste de Mato Grosso) y extremo noreste de Bolivia (noreste de Santa Cruz).
- Thamnophilus aethiops atriceps Todd, 1927 – Amazonia en el sur de Pará y  noreste de Mato Grosso (entre los ríos Tapajós y Tocantins).
- Thamnophilus aethiops incertus Pelzeln, 1868 – Pará al sur del río Amazonas (este del Tocantins) y noroeste de Maranhão.
- Thamnophilus aethiops distans Pinto, 1954 – noreste de Brasil (litoral de Pernambuco y Alagoas).